# Paul Darby-Dowman
Paul Darby-Dowman (Chertsey, 25 de noviembre de 1977) es un deportista británico que compitió en piragüismo en la modalidad de aguas tranquilas. Ganó una medalla de bronce en el Campeonato Europeo de Piragüismo de 2004, en la prueba de K2 1000 m.

## Palmarés internacional
| Campeonato Europeo | Campeonato Europeo | Campeonato Europeo | Campeonato Europeo |
| Año                | Lugar              | Medalla            | Competición        |
| ------------------ | ------------------ | ------------------ | ------------------ |
| 2004               | Poznań (Polonia)   | Medalla de bronce  | K2 1000 m          |